# Оба (село, Турция)
Оба (тур. Oba) — село в турецком иле Ыгдыр.

## География
Деревня Оба расположена в 7 км верстах к западу от города Ыгдыр.

## Население
Население — 544 жителей (2019). В 1886 году — 448 жителей.